# جوريش
جُورِيش قرية فلسطينية تتبع محافظة نابلس شمال الضفة الغربية. بلغ عدد سكانها حسب الجهاز المركزي للإحصاء الفلسطيني حوالي 1,541 نسمة حسب التعداد العام للسكان الذي أجري عام 2017. وهي من القرى المحتلة عام النكسة.

## التسمية
ورد اسم القرية بعدة صور كتابية في المراجع والوثائق التي ذكرتها؛ فكتبت بضم الأوَّل وكسر الثالث وياء وشين «جُورِيش»، وبعض المصادر ذكرتها بضم الجيم فراء مكسورة وياء وشين «جُرِيش»، وذكرت أيضا في مصادر أخرى جيم فواو وراء مكسورة فشين «جُورِش». أما عن سبب التسمية فيحتمل أن تسمية جوريش جاءت من الجرجاشيِّين من أنسال الكنعانيين التي استوطنت المنطقة، فهم فلاحوا الأرض وسكانها الأصليين الناطقين بالعربية. فالجرجاشيون هم أحد الأقوام الكنعانية السبعة التي كانت تعيش في كنعان قبل التسلل العبراني. ويقال أن سبب التسمية جاء من جَرْشِ العنب وتحويله إلى عصير والذي يعزز هذا الرأي كثرة المعاصر المعمولة بدقة وإتقان في أماكن مختلفة من القرية. ويحتمل أيضا أن تكون سميت باسم رجل سكنها هو وأهله عرف بجُرش أو الجرشي أو القرشي ومع تقادم الزمن تحولت للاسم الحالي، أوإِنَّ الاسم مأخوذ من جرش الشحف وتحويله إلى دقيق ناعم تزيَّن به الجرار والأباريق.
أما عن الأصل اللغوي للتسمية؛ فتعود إلى الجذر (ج ر ش)؛ فالجَرْش: حَكّ الشيء الخَشِنِ بمثله، ودلْكُه كما تجرُش الأَفعى أَنيابها إذا احْتَكَّت أَطْواؤها تَسْمَع لذلك صَوتاً وجَرْشاً. وقيل: هو قَشْرُه؛ جَرَشَه يَجْرُشُه ويجرِشه جرشاً، فهو مَجْروش وجَرِيش. والرجل الجَرِيش هو الصارم النافذ، الجروش هو الخشن الصلب. والمِلْح الجَرِيشُ: المَجروش كأَنه قد حَكّ بعضُه بَعْضاً فتفتت.والجَريش: دَقيقٌ فيه غِلَظٌ يَصْلح لِلْخَبِيص الـمُـــــرَمَّل. والجُورَيش صورة كتابية صوتية من الجُرَيش تصغير ترخيم الجاروش. والجَارُوشِيّ  نسبة إلى «جاروش»: قاشر الأشياء وحاكها. وجاروش اسم وجمعه جَوَارِيشُ. والجاروش هو رَحَى اليَدِ يُطْحَنُ بهِاَ القَمْحُ وَنَحْوُهُ وَيُجْرَشُ. والجُرَشِيُّ: ضرْب من العنب أَبيض إِلى الخضرة رقيق صغير الحبة وهو أَسرعُ العنب إِدراكاً.
وجاء في كتاب «كل مكان وأثر في فلسطين» ترجمة عيد حجاج: أنَّ قرية جوريش كانت تعرف من قبل باسم بيدر الكواكب. «جوريش: بيدر الكواكب؛ قرية عربية في شمالي الضفة جنوب شرق نابلس».

## الجغرافيا
تقع قرية جوريش في الجزء الشمالي من الضفة الغربية، إلى الجنوب الشرقي من مدينة نابلس بمسافة لا تزيد عن 27 كم. 

### الحدود
يحيط بها من الشرق قرية تل الخشبة، ومن الشمال بلدة عقربا، ومن الغرب بلدة تلفيت، ومن الشمال الغربي بلدة قبلان، أما من الجنوب فيحدها قريتي قصرة ومجدل بني فاضل.

## التاريخ

### العهد العثماني
تبعت جوريش إلى الإمبراطورية العثمانية في عام 1517 مع كل فلسطين، وكانت تتبع ولاية شرق بيروت. في عام 1596 ظهر لأول مرة اسم القرية في سجلات الضرائب العثمانية، حيث دفعوا معدل ثابت للضريبة بنسبة 33,3٪ على المنتجات الزراعية المختلفة، مثل القمح، والشعير، والمحاصيل الصيفية، والزيتون، والماعز، وخلايا النحل. عام 1882، أجرى صندوق استكشاف فلسطين الغربية مسحاً للقرية ووصفها بأنها «قرية صغيرة على قمة تلة، مع زيتون محيط بها من الشرق».

### الانتداب البريطاني
في عام 1917، سقطت جوريش بيد الجيش البريطاني، ودخلت القرية مع باقي فلسطين مظلة الانتداب البريطاني على فلسطين عام 1920.
أجرت سلطات الانتداب البريطاني تعدادا عاما للسكان عام 1922، وقد بلغ عدد السكان حوالي 195 نسمة. ثم تزايد العدد حتى وصل إلى 236 نسمة في تعداد عام 1931. أما في تعداد عام 1945، فبلغ عدد سكان جوريش حوالي 340 نسمة جميعهم مسلمون.

#### قرار تقسيم فلسطين

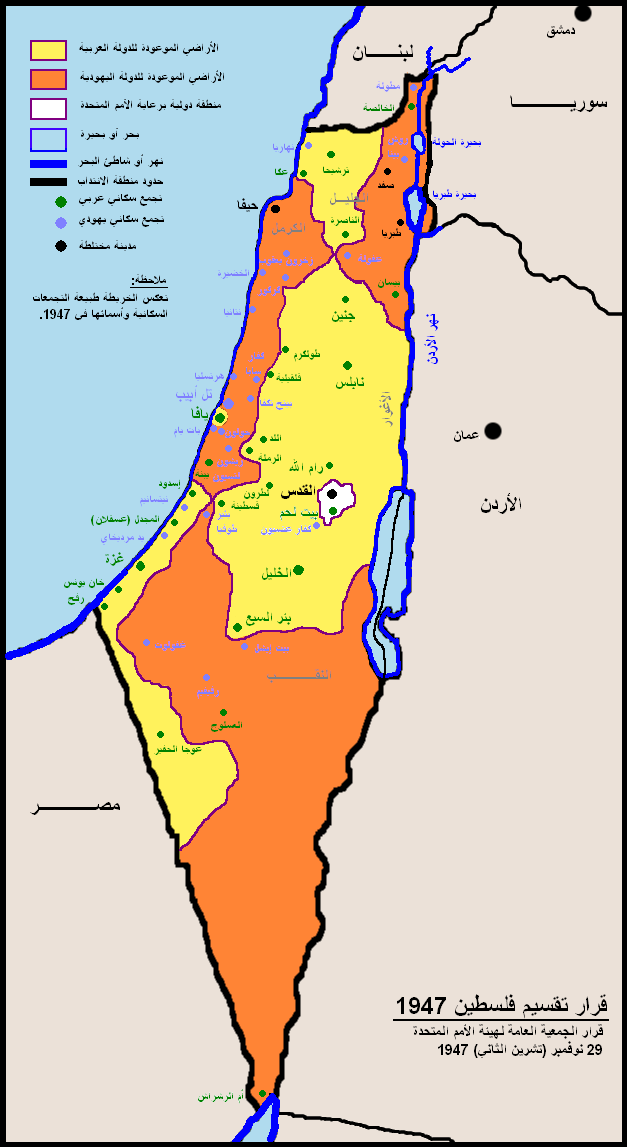
خارطة تقسيم فلسطين عام 1947، تظهر جوريش ضمن المنطقة المحددة للعرب.

قامت هيئة الأمم المتحدة عام 1947 بمحاولة لإيجاد حل الصراع العربي اليهودي القائم على فلسطين، وقامت هيئة الأمم بتشكيل لجنة "UNSCOP" المتألّفة من دول متعدّدة باستثناء الدّول دائمة العضوية لضمان الحياد في عملية إيجاد حلّ للنزاع.
قامت اللجنة بطرح مشروعين لحل النزاع، تمثّل المشروع الأول بإقامة دولتين مستقلّتين، وتُدار مدينة القدس من قِبل إدارة دولية. وتمثّل المشروع الثاني في تأسيس فيدرالية تضم كلا من الدولتين اليهودية والعربية. ومال معظم أفراد اللجنة تجاه المشروع الأول والرامي لتأسيس دولتين مستقلّتين بإطار اقتصدي موحد. وقامت هيئة الأمم بقبول مشروع اللجنة الدّاعي للتقسيم مع إجراء بعض التعديلات على الحدود المشتركة بين الدولتين، العربية واليهودية، على أن يسري قرار التقسيم في نفس اليوم الذي تنسحب فيه قوات الانتداب البريطاني من فلسطين.وكانت جوريش في ذلك الوقت قرية ضمن قضاء نابلس، التي تم الحاقها بالدولة العربية المُقترحة.

### الحكم الأردني
في أوائل خمسينيات القرن العشرين أتبعت جوريش للحكم الأردني بين حربي 1948 و1967، وكان عدد سكانها آنذاك حوالي 419 نسمة عام 1961، وكانت تتبع إدارياً إلى قضاء نابلس.

### النكسة
سقطت جوريش في يد الاحتلال بعد حرب النكسة.

### السلطة الفلسطينية
بعد تأسيس السلطة الفلسطينية، قسمت أراضي البلدة إلى قسمين: الأول شكل حوالي 62% وعرف باسم المنطقة «ب»، أما القسم الآخر فقد شكل النسبة المتبقية وعرف باسم المنطقة «ج». أتبعت البلدة إدارياً لمحافظة نابلس.

## السكان
دخلت فلسطين وفود كبيرة عبر العصور من تجار وغيرهم؛ وذلك لموقعها الهام كنقطة وصل بين القارات، ومركز للحضارات والأديان. يبلغ عدد سكان جوريش حاليا حوالي 1,541 نسمة جميعهم من المسلمين، وذلك حسب التعداد العام للسكان 2017 الذي أجراه الجهاز المركزي للإحصاء الفلسطيني.
| السنة      | (1922) | (1931) | (1945) | (1961) | (تعداد 1997) | (تعداد 2007) | (تقدير 2012) | (تعداد2017) |
| ---------- | ------ | ------ | ------ | ------ | ------------ | ------------ | ------------ | ----------- |
| عدد السكان | 195    | 236    | 340    | 419    | 1,034        | 1,385        | 1,590        | 1,541       |

### عائلات جوريش
ينتمي سكان القرية المعروفين بالجوريشي والجوارشة إلى حمولتين؛ وكل حمولة فيها عدة عائلات تربطهم أواصر النسب والمصاهرة وهي:
-آل الشمالي ومنها: آل الأحمد وآل منصور وآل خالد وآل عوّاد.
-آل الحاج محمد ومنها: آل عبد اللطيف وآل العبد إعمر وآل أبوسلامة وآل أبو اسعيد.

### أعلام جوريش
إسماعيل بن حمدون الجوريشي
اشتهر منهم أبو بكر إسماعيل بن أحمد بن حمدون الجوريشي ثم الرملي من علماء القرن الثالث الهجري روى عن شيخه سعيد بن عبدوس بن أبي زيدون الرملي كاتب الفريابي وعن شيخه إدريس بن سليمان بن أبي الرباب الشامي وغيرهم. ومن أشهر تلاميذه الذين رووا عنه محمد بن إبراهيم بن علي بن عاصم بن زاذان الأصبهاني / ولد في:285 / توفي في:381. حَدَّثَنَا مُحَمَّدُ بْنُ إِبْرَاهِيمَ، ثنا إِسْمَاعِيلُ بْنُ حَمْدُونَ الْجُورِيْشِيُّ، ثنا سَعِيدُ بْنُ أَبِي زَيْدُونٍ، ثنا الْفِرْيَابِيُّ، ثنا سُفْيَانُ الثَّوْرِيُّ، قَالَ: «مَا شَبَّهْتُ خُرُوجَ الْمُؤْمِنِ مِنَ الدُّنْيَا إِلَى الْآخِرَةِ إِلَّا مِثْلَ خُرُوجِ الصَّبِيِّ مِنْ بَطْنِ أُمِّهِ مِنْ ذَلِكَ الْغَمِّ إِلَى رَوْحِ الدُّنْيَا».(7/23) حلية الأولياء. وجاء ذكره في تاريخ مدينة دمشق  لابن عساكر (34/28): (.......وعلي بن أحمد بن سليمان علان بمصر وأبا بكر إسماعيل بن أحمد الجوريشي بالرملة وأبا الحسن أحمد بن محمد القصري.....).

## مؤسسات جوريش
يدير القرية مجلس قروي يأتي أعضائه بالانتخاب كل أربع سنوات. وفيها مدارس حكومية، وعيادة صحية حكومية وأخرى خاصة، وعدة مساجد، وجمعيات نسائية وخيرية، وناد رياضي.